# Silke Lemmens
Silke Lemmens (30 de noviembre de 1999) es una deportista de Suiza que compite en atletismo. Ganó una medalla de bronce en el Campeonato Europeo de Atletismo Sub-23 de 2021, en la prueba de 400 m.